# Cerca-la-Source (arrondissement)
Cerca-la-Source (Haïtiaans-Creools: Sèka Lasous) is een arrondissement van het Haïtiaanse departement Centre, met 120.000 inwoners. De postcodes van dit arrondissement beginnen met het getal 54.
Het arrondissement Cerca-la-Source bestaat uit de volgende gemeenten:
- Cerca-la-Source (hoofdplaats van het arrondissement)
- Thomassique